# إلى جميع الأولاد الذين أحببتهم من قبل
إلى جميع الأولاد الذين أحببتهم من قبل (بالإنجليزية: To All the Boys I've Loved Before)‏ هو فيلم رومانسي أمريكي صدَر سنة 2018 من إخراج سوزان جونسون استنادا إلى رواية صدرت عام 2014 وتحمل نفس الاسم للكاتب جيني هان. شاركَ في بطولة الفيلم مجموعة من النجوم بما في ذلك لانا كوندور، جانيل باريث، آنا كاثكارت، نواه سنتينيو، إسرائيل بروسارد ثم جون كوربيت. أُفرج عن الفيلم من قبل نيتفليكس في السابع عشر من أغسطس عام 2018.

## طاقم التمثيل
| الممثل/ة            | الدور                                      | الشخصية                               |
| ------------------- | ------------------------------------------ | ------------------------------------- |
| لانا كوندور         | لارا جان كوفي                              | بطلة الفيلم                           |
| نواه سنتينيو        | بيتر                                       | بطل الفيلم وعشيق لارا جان             |
| إسرائيل بروسارد     | جوش ساندرسون                               | صديق مارغو السابق وأحد عشيقي لارا جان |
| جانيل باريش         | مارغو كوفي                                 | شقيق لارا جان وصديق جوش السابق        |
| آنا كاثكارت         | كيتي كوفي                                  | شقيقة لارا جان الصغرى                 |
| جون كوربيت دان كوفي | والد لارا جان. يعمل كدكتور في مستشفى معروف |                                       |
| مادلين آرثر         | كريس جينيفيف                               | ابن عم لارا جان وأفضل صديقها          |
| تريزو ماهورو        | لوكاس جيمس                                 | صديق لارا جان                         |
| إيميليا برهاناش     |                                            | صديقة جينيفيف السابقة                 |
| كيلسي ماويما        | إيميلي نوسباوم                             |                                       |
| جوي باتشيكو         | أوين شابه                                  | الأخ الأصغر لبيتر                     |

## الإنتاج

### البداية
دخل المؤلف جيني هان في يونيو/حزيران 2014 قائمة نيويورك تايمز لأكثر الكتب مبيعا وذلك بفضل روايته الرومانسية إلى الأولاد الذين أحببتهم من قبل الموجّهة للشباب البالغين. خلال تلك الفترة حاولَ ويل سميث وجيمس لاسيتر من شركة إنتاج أوفربروك للترفيه صُنعَ فيلم مبني على الرواية لكن لم يُعرف شيءٌ عمّا حصل بعد. في نفس الفترة تعاقدَ الكاتب آني نيل معَ جيني من أجل تحويل الرواية إلى فيلم. فعليا بدأ إنتاج الفيلم في الخامس من يوليو عام 2017 في فانكوفر بكولومبيا البريطانية. أُعلن في وقت لاحق من ذلك الشهر أنّ لانا كوندور ستحصل على دور البطولة من خلال دور لارا جان كوفي. ذُكر أيضا مشاركة كل من جون كوربيت، جانيل باريش، آنا كاثكارت, نواه سنتينيو، إسرائيل بروسارد في تمثيل وتجسيد باقي شخصيات الفيلم.

### التصوير
بدأَ التصوير في فانكوفر بكولومبيا البريطانية والمناطق المحيطة بها في 5 يوليو/تموز 2017. تم تصوير أجزاء من الفيلم في بورتلاند بولاية أوريغون كما تمّ تصوير بعض المشاهد في مدرسة ثانوية أمريكية.

## الإصدار
صدر الفيلم في شهر آذار/مارس من عام 2018 على شبكة نيتفليكس التي حصلت على حقوق توزيع الفيلم وأفرجت عنه في 17 أغسطس من عام 2018.

## الاستقبال
حَصل الفيلم على تقييم إيجابي حيث نال نسبة 95% بناء على تقييم 37 ناقدًا في موقع الطماطم الفاسدة مع متوسط تقييم بلغَ 7.2/10. أمّا موقع ميتاكريتيك فقد قيّم الفيلم بنسبة درجة بلغت 62 من أصل 100 استنادا إلى ملاحظات 10 من النقاد مشيرا إلى «ملاحظات إيجابية بشكل عام».

## روابط خارجية
- إلى جميع الأولاد الذين أحببتهم من قبل على موقع IMDb (الإنجليزية)
- إلى جميع الأولاد الذين أحببتهم من قبل على موقع ميتاكريتيك (الإنجليزية)
- إلى جميع الأولاد الذين أحببتهم من قبل على موقع روتن توميتوز (الإنجليزية)
- إلى جميع الأولاد الذين أحببتهم من قبل على موقع نتفليكس (الإنجليزية)
- إلى جميع الأولاد الذين أحببتهم من قبل على موقع ألو سيني (الفرنسية)
- إلى جميع الأولاد الذين أحببتهم من قبل على موقع أول موفي (الإنجليزية)
- إلى جميع الأولاد الذين أحببتهم من قبل على موقع فيلمافينيتي (الإسبانية)
- إلى جميع الأولاد الذين أحببتهم من قبل على موقع قاعدة بيانات الفيلم (الإنجليزية)
- إلى جميع الأولاد الذين أحببتهم من قبل على موقع ليتربوكسد (الإنجليزية)
- إلى جميع الأولاد الذين أحببتهم من قبل على موقع كينوبويسك (الروسية)